# Phacophallus sahariensis
Phacophallus sahariensis – gatunek chrząszcza z rodziny kusakowatych i podrodziny kusaków.
Gatunek ten opisany został po raz pierwszy w 1968 roku przez Henriego Coiffaita. Jako lokalizację typową wskazano okolice Rusu w południowo-zachodniej Mauretanii. W obrębie rodzaju należy do grupy gatunków senegalensis wraz z P. ghanensis, P. mirus, P. nigerianus i P. senegalensis.
Chrząszcz o silnie wydłużonym ciele długości od 4,2 do 5 mm. Głowa jest błyszcząco ciemnobrązowa, w zarysie podługowato-owalna z węższym przodem i wystającymi poza obrys dużymi oczami. Na jej powierzchni występują głębokie i gęste punkty oraz śladowe mikrosiateczkowanie. Rudobrązowe, błyszczące przedplecze jest niewiele dłuższe od głowy i na rozszerzonym przedzie tak szerokie jak ona. Na powierzchni ma nieregularne grzbietowe szeregi dziewięciu lub dziesięciu punktów oraz ukośne szeregi boczne od pięciu do sześciu większych punktów. Pokrywy są błyszcząco żółtawe, miejscami przyciemnione, w zarysie w tyle lekko rozszerzone, dłuższe i szersze od przedplecza. Nierzadkie, drobne punkty rozmieszczone są na każdej w pięciu lub sześciu szeregach. Skrzydła tylnej pary są w pełni wykształcone. Odwłok ma rudobrązowy kolor. Genitalia samca mają edeagus z dobrze widocznym, długim i szerokim woreczkiem wewnętrznym zaopatrzonym w delikatne łuseczki, dwa zwrócone naprzeciw siebie kolce środkowe, środkowe szeregi spinuli oraz pojedynczy kolec dystalny.
Gatunek afrotropikalny, znany z Mauretanii, Senegalu, Mali, Nigerii, Kamerunu, południowej Libii, Czadu, Sudanu i Erytrei.